# Monte Carlo (radioprogram)
 For alternative betydninger, se Monte Carlo (flertydig). (Se også artikler, som begynder med Monte Carlo)
Monte Carlo på P3 var et dansk radioprogram, der blev sendt alle hverdage mellem 14:00−16:00 på DR P3 fra 2012 til 2014. Programmet blev bestyret af værterne Esben Bjerre Hansen og Peter Falktoft. I 2012 var det gennemsnitlige lyttertal på over én million om ugen.
Oprindeligt blev programmet sendt mellem 09:00 og 12:00 hver søndag, men blev allerede kort efter starten i januar 2012, den 20. februar 2012, flyttet til at sende mellem 14:00-16:00 på alle hverdage. Programmet blev sendt for sidste gang den 6. juni 2014.
Programmet har været genstand for kritik, især i forbindelse med en budrunde på Lauritz.com, hvor værterne i direkte radio bød på en statue af Holger Danske. Det fik Lauritz.com til at lade auktionen gå om.
Radioprogrammet har en stor fangruppe, hvilket afspejles ved antallet af fans på Facebook samt lyttertallet. Pr. 6. juni 2014 (dagen, hvor det sidste program blev sendt) var der 191.134 fans på Facebook.

## Format

### Navn
Radioprogrammet er opkaldt efter det velhavende distrikt, Monte Carlo, der ligger i den sydeuropæiske bystat Monaco. Navnet er et symbol på et sted i verden, hvor den økonomiske krise 2007-2010 ikke havde ændret deres levevis. Det er symbol på folk, der ikke er bange for at stå frem. Fx nævner Esben Bjerre-Hansen, at: "I dag er for eksempel politikere og bankdirektører i Danmark ret bange for at sige noget som helst.", mens Peter Falktoft har udtalt, at: "Folk skal huske, at verden højst sandsynligt ikke går under i dag, og at det faktisk går meget godt - ligesom det gør i Monte Carlo."

### Programindhold
Selve programformatet er et samfundsorienteret samtaleprogram, hvor de aktuelle emner bliver diskuteret på en satirisk måde. Fx fyldte både dansk politik og internationale begivenheder meget i sendefladen. Det handlede især om at sætte fokus og perspektiv på emner, der normalt ikke fylder meget i P3's målgruppe. Tiltaleformen var ofte meget direkte, hvilket også har været et kritikpunkt, fordi det kunne støde visse personer.
Der inddrages ofte udvalgte kendte personer, herunder fx Prinsgemalen, Remee, Rolf Sørensen og flere andre.
Et andet indslag, der blev bragt dagligt, var en quiz. I den første periode handlede denne quiz om dyr (Karsten Ree-quizzen), mens den senere hen kom til at omhandle byer/lokaliteter i verden (Per Wimmer-quizzen). "Fælles for dem begge er, at quizzen inddrager to lyttere, der skal gætte på alt "mellem himmel og jord"; hjulpet af en række ledetråde.
Som et afsluttende indslag, bragtes der i den første periode et citatindeks, hvor en frase fra medierne, fx om en kendt person, men også andre, blev vurderet og givet point af lytterne via SMS. I den anden periode blev dette indslag udskiftet med "#hørtoverhækken", der ligeledes tager et indslag fra den aktuelle debat, hvorefter lytterne bidrager med input, der er associeret med dagens emne.

### Fraser
Monte Carlo har, hvis ikke opfundet, udbredt en række begreber, der beskriver nogle forskellige situationer og personligheder:
- "Kæmpe vinger bagud"
- "Husk nu det gode humør!"
- "Rolf er ren"
- "Her går det godt"

### Andre optrædener
De to værter, Peter Falktoft og Esben Bjerre Hansen, har været med til at producere en række tv-programmer til den danske tv-kanal DR3, der har nogenlunde samme målgruppe som P3. Det gælder bl.a. Monte Carlo elsker Putin, Monte Carlo elsker jøderne og Monte Carlo elsker USA. Derudover har værtsparret arbejdet med forskellige transmissioner fra forskellige begivenheder, herunder det amerikanske præsidentvalg 2012, det danske kommunalvalg 2013 og Eurovision Song Contest 2014 i København.
Derudover har de været konferenciers ved den årlige Kapsejlads på Aarhus Universitet af to omgange.

## Fankultur
Tekst mangler, hjælp os med at skrive teksten

## Priser
| År   | Pris                           | Kategori                 | Anledning        | Arrangør         |
| ---- | ------------------------------ | ------------------------ | ---------------- | ---------------- |
| 2012 | Ekstra Bladets Gyldne Mikrofon | Årets bedste radioværter | Prix Radio       | Radiodays        |
| 2012 | Årets Drivetime radio          | Årets bedste radioværter | Prix Radio       | Radiodays        |
| 2013 | Zulu Awards                    | Årets radioprogram -     | Zulu Awards      | TV2 Zulu         |
| 2013 | Ekstra Bladets Gyldne Mikrofon | Årets bedste radioværter | Prix Radio       | Radiodays        |
| 2013 | Årets Drivetime radio          | Årets bedste radioværter | Prix Radio       | Radiodays        |
| 2013 | DR's Sprogpris                 | DR's Sprogpris           |                  | DR               |
| 2014 | Hadsten Højskole Prisen        |                          | Højskolernes dag | Hadsten Højskole |

## Kontroverser
Tekst mangler, hjælp os med at skrive teksten